# Arry (Somme)
Arry ist eine nordfranzösische Gemeinde mit 218 Einwohnern (Stand 1. Januar 2022) im Département Somme in der Region Hauts-de-France. Die Gemeinde liegt im Arrondissement Abbeville und ist Teil der Communauté de communes Ponthieu-Marquenterre und des Kantons Rue.

## Geographie
Die rund vier Kilometer östlich von Rue gelegene Gemeinde erstreckt sich im Osten über die Autoroute A16 hinaus bis zur früheren Route nationale 1. Sie wird im Süden durch das Flüsschen Maye begrenzt. Das Gemeindegebiet gehört zum Regionalen Naturpark Baie de Somme Picardie Maritime.

## Bevölkerungsentwicklung
| 1962 | 1968 | 1975 | 1982 | 1990 | 1999 | 2006 | 2011 |
| ---- | ---- | ---- | ---- | ---- | ---- | ---- | ---- |
| 209  | 182  | 191  | 176  | 158  | 164  | 185  | 195  |

## Verwaltung
Bürgermeister (maire) ist seit 2001 Émile Trouart.

## Sehenswürdigkeiten
- Kirche Saint-Quentin aus dem 20. Jahrhundert
- vom Architekten Giraud Sannier (1721–1804) errichtetes, 1979 als Monument historique klassifiziertes Schloss aus dem Jahr 1761 mit Park Château in der Base Mérimée des französischen Kulturministeriums (französisch) jardin d'agrément du château d'Arry in der Base Mérimée des französischen Kulturministeriums (französisch)
- Kriegerdenkmal aus dem Jahr 1921, ein Werk des Bildhauers Louis Leclabart Monument aux morts de la Guerre de 1914–1918, de la Guerre de 1939–1945 et de la Guerre de 1954 in der Base Mérimée des französischen Kulturministeriums (französisch)